# James Clappison
William James Clappison, född 14 september 1956, brittisk parlamentsledamot för Conservative Party. Han representerar valkretsen  Hertsmere sedan valet 1992. Han var biträndande minister (junior minister) i John Majors regering och är anhängare till Kenneth Clarke.